# Падел-теннис на Европейских играх 2023
Падел-теннис на Европейских играх 2023 года - соревнования по падел-теннису на Европейских играх 2023 состоялись в городе Кракове в Польше, на территории Главного Рынка с 21 по 25 июня. Разыграно 3 комплекта наград. В соревнованиях приняли участие 124 спортсмена из 23 стран Европы.

## Календарь
| ЦО | Церемония открытия | 2 | Финалы соревнований | ЦЗ | Церемония закрытия |

| Июнь-Июль    | Июнь-Июль    | 21 Ср | 22 Чт | 23 Пт | 24 Сб | 25 Вс | 26 Пн | 27 Вт | 28 Ср | 29 Чт | 30 Пт | 1 Сб | 2 Вс | Медали |
| ------------ | ------------ | ----- | ----- | ----- | ----- | ----- | ----- | ----- | ----- | ----- | ----- | ---- | ---- | ------ |
| Падел-теннис | Падел-теннис | ●     | ●     | ●     | ●     | 3     |       |       |       |       |       |      |      | 3      |

### Медалисты
| Категория      | Золото                                     | Серебро                                     | Бронза                                           |
| Пары (мужчины) | Испания · Даниэль Сантигоса · Давид Гала   | Испания · Алонсо Родригес · Пабло Гарсия    | Португалия · Афонсу Фазендейру · Мигель Оливейра |
| Пары (женщины) | Италия · Каролина Орси · Джорджия Марчетти | Испания · Марта Баррера · Марта Капаррос    | Италия · Кьяра Паппацена · Джулия Суссарелло     |
| Пары (микст)   | Испания · Ноа Кановас · Даниэль Сантигоса  | Италия · Марко Кассетта · Джулия Суссарелло | Испания · Аракели Мартинес · Давид Гала          |

### Общий зачёт
*   Принимающая страна (Польша)
| Место          | Страна         | Золото | Серебро | Бронза | Всего |
| -------------- | -------------- | ------ | ------- | ------ | ----- |
| 1              | Испания        | 2      | 2       | 1      | 5     |
| 2              | Италия         | 1      | 1       | 1      | 3     |
| 3              | Португалия     | 0      | 0       | 1      | 1     |
| Всего стран: 3 | Всего стран: 3 | 3      | 3       | 3      | 9     |